# Rolly
Rolly is een historisch merk van scooters.
Vanaf 1949 werden onder deze naam in Oostenrijk scooters gemaakt. Volgens ingewijden was dit een lelijke versie van de Italiaanse Vespa. De Rolly scooter was ontwikkeld door Richard Schäfer in Osnabrück en had een Sachs-tweetaktmotor van 98 cc.